# داني سانشيز
داني سانشيز (بالإنجليزية: Danny Sanchez)‏ هو مدرب كرة قدم ولاعب كرة قدم أمريكي متقاعد، لعب في مركز الهجوم. ولد في 1 مايو 1969 في الولايات المتحدة. لعب مع أريزونا كندورز ‏. كان المدرب الرئيسي لفريق كرة القدم للسيدات في جامعة كولورادو.